# Omphra
Omphra – rodzaj chrząszczy z rodziny biegaczowatych i podrodziny Anthiinae.

## Morfologia
Ciało długości od 13 do 18 mm, rudobrązowe do czarnego. Głowa wypukła, węższa od przedplecza. Labrum poprzeczne, opatrzone sześcioma szczecinkami na wierzchołkowej krawędzi. Na poprzecznym nadustku szczecin od 6 do 9. Żuwaczki tęgo zbudowane, z tyłu nakryte labrum. Bródka zaokrąglona bądź wielokątna; jej środkowy ząb silnie rozwinięty, tęgi, trójkątny, spiczasty u wierzchołka, krótszy od bocznych płatków, opatrzony jedną do trzech szczecinek. Boczne płaty bródki tępe na wierzchołkach, a jej podstawa z jedną lub dwoma szczecinkami. Przedplecze duże, sercowate. Środkowa bruzda przedplecza płytka, nie sięga podstawy ani wierzchołka. Krawędzie boczne przedplecza ze szczecinkami, a kąty tylne tępe. Tarczka duża, trójkątna. Wyrostek przedpiersia spiczasty. Pokrywy dłuższe od przedplecza. Tylnych skrzydeł brak. Odnóża tęgo zbudowane, silnie oszczecinione i o goleniach opatrzonych dwoma wydłużonymi kolcami u wierzchołka. Środkowy płat edeagusa samca silny, a paramery dobrze rozwinięte i zakrzywione na dolnej powierzchni.

## Rozprzestrzenienie
Rodzaj orientalny, endemiczny dla subkontynentu indyjskiego. Wszystkie gatunki znane z Indii, trzy także ze Sri Lanki, a jeden sięga Nepalu.

## Taksonomia
Rodzaj ten wprowadzony został w 1825 roku przez Pierre’a F.M.A. Dejeana. Jego gatunkiem typowym wyznaczono gatunek Helluo hirtus.
Opisano dotychczas 7 gatunków tych chrząszczy:
- Omphra atrata (Klug, 1834)
- Omphra complanata Reiche, 1843
- Omphra drumonti Raj, Sabu & Danyang, 2012
- Omphra hirta (Fabricius, 1801)
- Omphra pilosa (Klug, 1834)
- Omphra rotundicollis Chaudoir, 1872
- Omphra rufipes (Klug, 1834)